# Melingoí
Melingoí (Melingoi) är en ort i Grekland.   Den ligger i prefekturen Nomós Ioannínon och regionen Epirus, i den centrala delen av landet, 300 km nordväst om huvudstaden Aten. Melingoí ligger 718 meter över havet och antalet invånare är 340.
Terrängen runt Melingoí är kuperad åt nordost, men åt sydväst är den bergig.Runt Melingoí är det glesbefolkat, med 20 invånare per kvadratkilometer. Närmaste större samhälle är Ioánnina, 16,6 km norr om Melingoí. I omgivningarna runt Melingoí växer i huvudsak blandskog.